# Ferdinand Minnaert
Ferdinand Minnaert est un gymnaste et un homme politique belge né le 27 novembre 1887 et mort le 26 août 1975.

## Biographie
Il fait partie de l'équipe de Belgique qui remporte la médaille d'argent au concours général par équipes aux Jeux olympiques d'été de 1920 se tenant à Anvers.
Membre du Parti communiste de Belgique, il est sénateur coopté entre 1936-1939 et 1946-1949. 
Durant la Seconde Guerre mondiale, il est des « suspects » arrêtés le 10 mai 1940 par le gouvernement belge et « transférés » en France. Il est par la suite emprisonné au fort de Breendonk et à Mauthausen.